# Butterbrotpapier

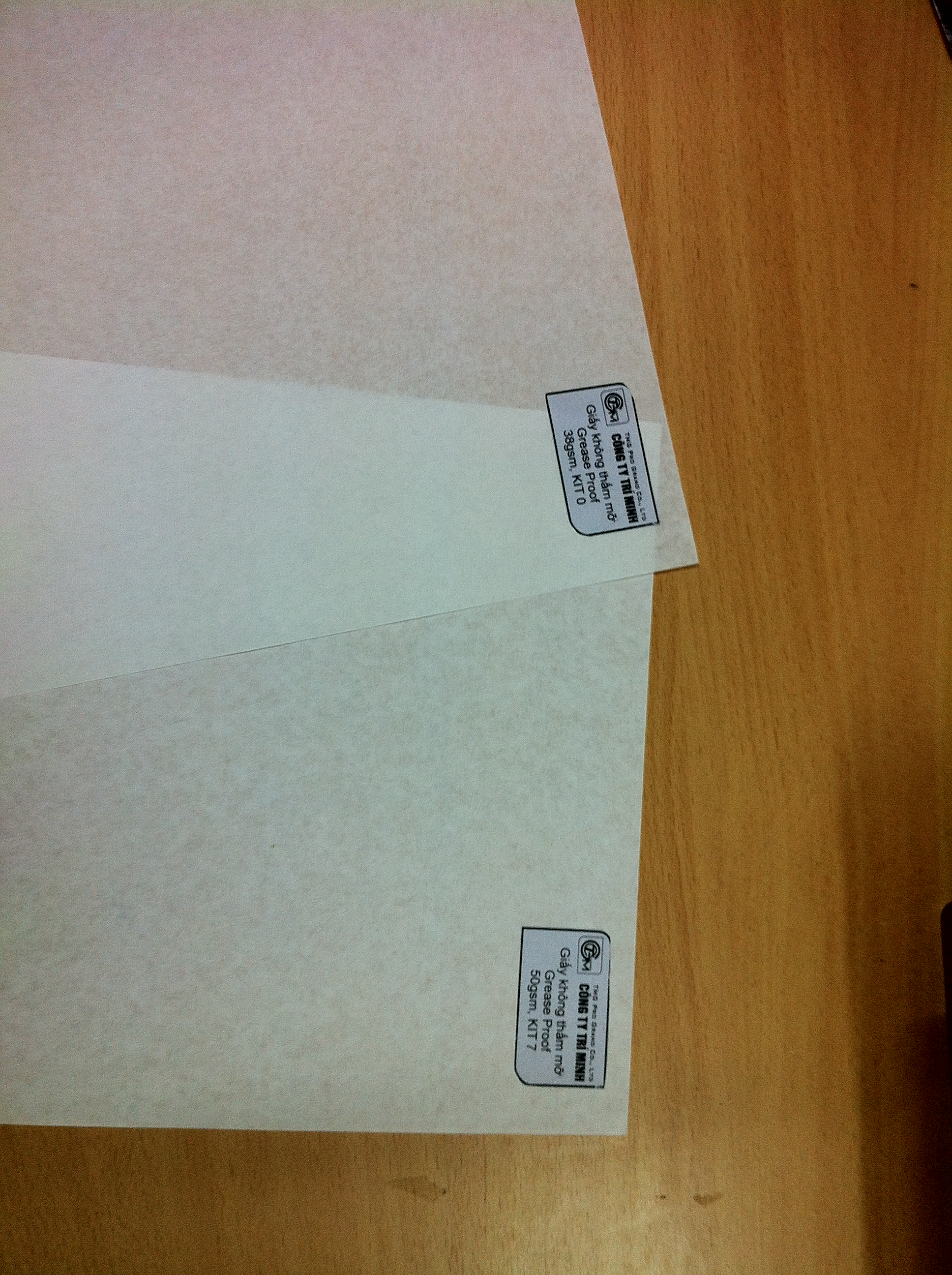
Butterbrotpapier

Butterbrotpapier oder Pergamentersatz ist ein holzfreies, fettdichtes Papier, das zur Verpackung von Speisen eingesetzt wird. Es ist, im Gegensatz zu echtem Pergament, weder wasserdicht noch kochfest.
Die Fettdichtigkeit wird durch eine schmierige Mahlung der Faserstoffe erreicht. Die Fasern werden dabei gequetscht, die Saugfähigkeit des Papiers nimmt stark ab. Für Verpackungszwecke wird Pergamentersatz auch kaschiert. Das Flächengewicht beträgt 40 bis 80 g/m². Bei einem Flächengewicht unter 40 g/m² spricht man von Pergamin.
Sehr bekannt wurde Christian Morgensterns tragikomische Ballade aus dem Jahr 1910:
Ein Butterbrotpapier im Wald,

da es beschneit wird, fühlt sich kalt ...